# Józef Klag
Józef Klag (ur. 2 października 1913 w Okocimiu, zm. 7 stycznia 1997 w Ostrołęce) – polski rzeźbiarz, witrażysta, twórca szopek i figurek szopkowych, lekkoatleta, bokser, instruktor kulturalno-oświatowy.

## Życiorys
Pochodził z rodziny piwowarskiej, syn Antoniego (z Limanowej) i Antoniny z Blecharzów (z Podgrodzia k. Sącza). Ojciec pracował w warzelni okocimskiego browaru, założonego w 1900 roku przez czeskiego barona Jana Goetza. Józef miał siedem sióstr i był najmłodszy z rodzeństwa. W 1917 roku ojciec zginął na Węgrzech, matka wyszła ponownie za mąż. Z obu małżeństw urodziło się piętnaścioro dzieci. Przez kilka lat uczęszczał do ochronki założonej w Okocimiu przez baronową Goetzową, później do szkoły powszechnej w Brzesku. Już w ochronce wykazywał zamiłowanie do śpiewu, przedstawiając różne scenki. Mając 15 lat, zaczął budować szopki bożonarodzeniowe, razem ze starszymi chłopcami z Brzeska i Okocimia. W 1928 roku podjął naukę w Państwowej Szkole Zawodowej Rzemiosł Budowlanych w Krakowie. Następnie ukończył ośmiomiesięczny kurs techniczny. Uczęszczał na kurs szybowcowy w Aeroklubie Krakowskim. Zasadniczą służbę wojskową odbył jako przeszkolony pilot szybowcowy w 2 Pułku Lotniczym w Krakowie.
W Krakowie rozpoczął działalność artystyczną i sportową. Działał w organizacji „Strzelec”, w amatorskim kole teatralnym „Krakowski Fiakier”, w klubach sportowych – „Legia” w sekcji lekkoatletycznej i „Wisła” – w sekcji bokserskiej. W 1934 roku zdobył mistrzostwo Polski w wadze muszej. Pracował w tym czasie jako rzemieślnik w krakowskiej firmie szklarsko-witrażowej Żelińskiego. Firma ta wykonywała prace m.in. na Wawelu i w kościele pw. Świętej Anny. W latach 1934–1936 grał i śpiewał w teatralnym kółku amatorskim. W latach 1936–1937 pracował zawodowo w krakowskiej firmie szklarsko-witrażowej Mieczysława i Władysława Paczków. W 1937 roku przeniósł się do Tarnowa, tam pracował w warsztatach naprawczych taboru kolejowego, a pasje rozwijał w Klubie Związku Zawodowego Kolejarzy „Metal”, gdzie zaczął działać w sekcji sportowej, amatorskim kółku teatralnym i w chórze „Kolejarz”. Borykał się z problemami finansowymi, aby kupić synowi akordeon, występował z szopką wśród krewnych i znajomych. Później zaczął występować z szopkami w kawiarniach i świetlicach miejskich. W 1949 roku podjął pracę w Domu Kultury w Tarnowie jako instruktor kulturalno-oświatowy w Klubie „Metalowiec”. W 1970 roku wziął udział w przeglądzie zespołów kolędniczych, w którym otrzymał pierwszą nagrodę i został wpisany do rejestru twórców ludowych w dziedzinie plastyki obrzędowej (wyrób szopek i figurek szopkowych). Od tego czasu otrzymywał wiele zamówień z kraju.
Od 1973 roku był na emeryturze. Rzeźbą zajmował się od 1981 roku. Były to głównie rzeźby o treści religijnej: pasyjki, postacie Chrystusa Frasobliwego, świętych lub historyczne (jak Wincenty Witos, gen. Józef Bem). W Ostrołęce współpracował z miejscowym domem kultury, gdzie miał wystawy rzeźb i figurek szopkowych. Występował też na zabawach choinkowych dla dzieci, w przedszkolach, szkołach podstawowych, świetlicach i klubach, w tym w Klubie Seniora.
Był mężem Jadwigi Obcążki z Jaworzna, mieli dwie córki i syna, po śmierci pierwszej żony ożenił się ze Stanisławą, urodzoną w miejscowości Nowa Wilejka na Wileńszczyźnie, córką Dominika i Marcjanny (z Mińkowskich) Sienkiewicz, sanitariuszką-pielęgniarką, repatriantką (ur. 7 maja 1915, zm. 12 stycznia 2004). Od 1976 roku mieszkał w Ostrołęce. Spoczął na miejscowym Cmentarzu Parafialnym razem z żoną Stanisławą, sektor B, miejsce 2B.